# Ciglarski potok
Ciglarski potok ili Borinac je kanalizirani potok u Bjelovaru, koji je sa sjeverozapada dijelio visoravan Vojnović od centra grada. Izvire u blizini današnje ciglane Ivanovčani, te se izlijeva u rijeku Plavnicu kod Novih Plavnica. 
Danas je najvećim dijelom potkopan i kanaliziran kao podzemni kanal. Površinski je vidljiv kod Međimurske ulice i njegovog izvora, između ulica  Ljudevita Jonkea i Banovine Hrvatske, te zapadno od ulice Željka Markovića.

## Povijest
U povijesti je opskrbljivao brojne ciglane te i sami grad Bjelovar vodom duž svog toka. Na južnome predjelu današnjeg Levijevog brijega se nekoć nalazio Regimentski ribnjak, umjetno jezero izgrađeno za vodoopskrbu sajmišta.
Širenjem grada u 20. stoljeću u Ciglarskom potoku je bilo dovoljno vode da su ga građani koristili za kupanje, Ali do 1960-ih godina u sklopu aglomeracije potok je postupno kanaliziran.